# 本当に僕でいいんですか
「本当に僕でいいんですか」（ほんとうにぼくでいいんですか）は、日本の歌手グループ・新選組リアンの2枚目のシングル。2010年2月24日にYOSHIMOTO R and Cから発売された。

## 背景
島田紳助がプロデュースを手がける現役大学生男性アイドルグループの2ndシングル。本作からプロデュースの名義は「カシアス島田」から「広小路亨」に替わっている（作詞は「カシアス島田」名義のまま）。本作発売の1週間前にリーダー（当時）の森公平が兼任するサーターアンダギーのデビューシングル「ヤンバルクイナが飛んだ」が発売されており、森は2週連続で参加ユニットのシングル発売となった。
CDのみの通常盤とCD+DVDの初回盤の2種形態での発売。DVDには前作「男道」とそのカップリング「桃栗三年柿八年」のミュージックビデオが収録されている。「本当に僕でいいんですか」のミュージックビデオは次作「愛の唄」のシングル付属DVDに収録されている。
「応援してくれたファンへの感謝の気持ちを込めて」制作した楽曲。紳助は「この曲は一見別れの歌にも聞こえるが、実はファンへの感謝の気持ちが込められている」「芸能界に数ある音楽グループの中から、つい最近まで普通の大学生であった自分達を選んでくれた人たちへ、新選組リアンが『本当に僕でいいんですか』と問いかける内容になっている」と述べている。
間奏部分で榊原徹士が英語ラップを、関義哉がボイスパーカッションを披露している。2010年1月25日放送の『行列のできる法律相談所』で、「このシングルの注目すべき点はメンバーが初挑戦したラップである」と紹介された。
作曲を担当した松井亮太のグループ・ワカバが自身の7枚目のアルバム『今、春が来た』（同年3月発売）内で「本当に僕でいいんですか（ワカバージョン）」としてセルフカバーバージョンを発表した。編曲は同一人物によるものであるが、かなり異なっている。
カップリングの「誠」（まこと）は、「男道」と同様に和太鼓の演奏が入っている。また、歌詞の中にグループのコンセプトである「平成の新選組」という言葉が入っている。
発売前日には池袋サンシャインシティで、発売当日には京都・みやこめっせ（京都市勧業館）で発売イベントを行い、両日合わせて約4000人を動員した。その他に川崎・大阪など全国計12箇所でイベントを行った。

## 収録曲

### CD
1. 本当に僕でいいんですか （5:19）  
  - 作詞：カシアス島田、作曲：松井亮太、編曲：鴇沢直

日本テレビ系『人生が変わる1分間の深イイ話』「平成の新選組プロジェクト」テーマソング。
ポケメロJOYSOUND 10周年記念タイアップソング。
よみうりテレビ/日本テレビ系『ダウンタウンDX』エンディングテーマ。
2. 誠 （3:32）
  - 作詞：カシアス島田、作曲：高原兄、編曲：斎藤文護・岩室晶子
3. 本当に僕でいいんですか -Instrumental-
4. 誠 -Instrumental-

### DVD
（初回限定盤のみ）
1. 「男道」ミュージックビデオ
2. 「桃栗三年柿八年」 ミュージックビデオ

## 特典
- トレーディングカード